# 莫斯克羅 (新墨西哥州)
莫斯克羅（英語：Mosquero）是一個位於美國新墨西哥州哈定縣及聖米格爾縣的村。同時該地也是哈定縣的縣治。

## 地方資料
莫斯克羅的座標為35°46′35″N 103°57′26″W / 35.77639°N 103.95722°W，而該地的海拔高度為1704米（即5591英尺）。根據2020年美國人口普查，該地共人口98人，而該地的面積約為2.58平方千米。